# Амиров, Шаукат Сабирович
Шаука́т Саби́рович Ами́ров (9 мая 1947, Миасс, Челябинская область, СССР — 4 мая 2023, Екатеринбург) — советский и российский музыкант-балалаечник, музыкальный педагог, профессор. Народный артист Российской Федерации (2006), Заслуженный артист РСФСР (1989), Заслуженный деятель искусств Республики Татарстан (2022).
Ректор Уральской государственной консерватории им. М. П. Мусоргского (22.09.2003—22.12.2010).

## Биография
Окончил ДМШ № 2 в Миассе (класс В. Колодяжного), после чего поступил в Магнитогорское музыкальное училище им. М. И. Глинки (классы А. А. Аншелеса и В. С. Кононенко), окончив его в 1966 году. Затем продолжил образование, поступив в Уральскую государственную консерваторию им. М. П. Мусоргского (УГК) (класс проф. Е. Г. Блинова), окончив её в 1974 году,  поступил в аспирантуру при УГК. Служил в армии, был артистом ансамбля песни и танца Уральского военного округа.
Работал в Миасском музыкальном училище, работал в Челябинске: заведующий секцией струнных народных инструментов в Челябинском государственном институте культуры (1976—1979), давал концерты в Челябинской филармонии.
В 1980—1990 годах преподавал в Уральской консерватории, в 1990 году переехал в Казань — профессор, проректор Казанской государственной консерватории, где работал до 1999 года, после чего вернулся в альма-матер: с 1999 года профессор, с 2003 по 2010 год — ректор Уральской государственной консерватории.
Преподавал и консультирует педагогов и студентов Магнитогорской консерватории; был председателем выпускных государственных квалификационных комиссий. Председатель жюри ряда конкурсов.
Автор сборников «Татарская музыка для балалайки» и «Транскрипции для балалайки» и др.
Скончался 4 мая 2023 года на 76-м году жизни. Похоронен на Широкореченском кладбище Екатеринбурга.

## Признание и награды
- Лауреат второй премии пятого Всесоюзного конкурса артистов эстрады (Москва, 1974; в дуэте с С. Зиновьевым (баян)[1]).
- Лауреат первой премии Всероссийского (1979, Ленинград[1]) и всесоюзных конкурсов исполнителей на народных инструментах.
- Лауреат международных конкурсов в Италии (1993, Кастельфидардо и 2000, Барри)[1][4].
- Заслуженный артист РСФСР (1989)
- Премия Губернатора Свердловской области (2005)[1]
- Народный артист Российской Федерации (2006)[2][9]
- Заслуженный деятель искусств Республики Татарстан (2022)
- Выступал в Германии, Голландии, Италии, Франции и Японии, во Вьетнаме, в Корее, Чехословакии и на Филиппинах[1].